# Alwar (ciutat)
Alwar és una ciutat del Rajasthan a l'Índia, capital del districte d'Alwar. És a uns 150 km al nord de Jaipur i es troba a 271 metres sobre el nivell del mar. Al cens del 2001 té una població de 160.245 habitants (73% analfabets). La ciutat vella té una muralla i cinc portes. Té consell municipal des de 1871-1872.
A uns 12 km al sud-oest hi ha el llac de Siliserh, format per una presa a un afluent del riu Ruparel, amb un palau al centre.

## El nom
El seu antic és esmentat amb diverses formes: com Alpur (ciutat forta), Arbalpur (la ciutat d'Arballi, és a dir de les myntanyes Aravalli). Una teoria suposa el nom derivat de la ttribu dels salwas, i s'hauria dit Salwapura, derivat a Salwar, Halwar i Alwar. La versió més estesa és que antigament es deia Ulwar i a les reunions de prínceps apareixia al final de les llistes d'estats alfabètiques i 's'havia d'asseure al final, i un sobirà va decidir canviar el nom a Alwar per estar dels primers.

## Atractius
Té un llac i una bonica vall. El parc nacional de Sariska es troba no gaire llunyà (uns 40 km). A la vora de la ciutat hi ha el quarter militar d'Itarana. A la ciutat hi ha la màquina de tren més antiga en ús (del 1855) coneguda com a Fairy Queen. Els llocs principals de la ciutat i comarca són:
- Fort d'Alwar o Bala Quila
- Sariska Tiger Resort
- Haldia Bhawan (haveli de 250 anys d'antiguitat)
- Llac Siliserh (a uns 12 km)
- Llac Jaisamand (a uns 6 km)
- Temple de l'Hanuman Pandupol
- Palau de la ciutat
- Museu del Govern
- Moosi Maharani Chhatri
- Purjan Vihar o Jardí de la Companyia
- Tomba de Fateh Jang
- Jardi Nehru
- Parc Moti Doongri
- Bharthari
- Naldeshwar
- Neel Kanth
- Narayani Mata
- Karni Mata
- Ada Pada
- Andheri
- Taalveriksh
- Saagar
- Ajabgharh
- Bhangharh
- Mansa Devi ka mandir
- Hope Circus (plaça central de la ciutat vella)
- Palau de Vijay Mandir (a 10 km)
- Viratnagar (a 66 km)
- Palau de Sariska (21 km)
- Pandu Paul (a 70 km)
- Ajab Garh Bhang Garh (a 80 km)